# 万达文化产业集团
萬達文化產業集團，于2012年12月1日成立，目前是中国最大的文化企业之一，集团注册资本为50亿元人民币。2018年收入692亿元。

## 子公司
旗下有中国万达院线、美国AMC電影院、万达德贡舞台演艺公司（汉秀）、万达电影、万达影业、万达文旅规划研究院、世界铁人公司、瑞士盈方、马德里竞技俱乐部、澳大利亚HOYTS，及《华夏时报》（财经类周刊）、《全球商业经典》（商业类月刊）和《大众电影》（杂志）。
万达影视是全球收入最大的电影企业，包括影视制作、发行、放映、东方影都。万达影视拥有美国 AMC、欧洲欧典、中国万达等电影院线，累计开业影城1551家，屏幕数16000块，占全球12%票房市场份额。
2017年，万达商业和融创中国及富力地产三方签订完637.5亿元出售万达集团旗下13个文旅项目及67家酒店的协议之后，王健林开始在万达集团内部进行大调整。文化集团下设三个业务集团，包括成立万达文化旅游创意集团有限公司（简称文旅集团）、万达影视集团有限公司（简称影视集团）、将体育控股公司更名为万达体育集团有限公司（简称体育集团）。